# برهن
برهن (به فرانسوی: Bréhain) یک کمون در فرانسه است که در Canton of Delme واقع شده‌است.

## خصوصیات
برهن ۳٫۵۹ کیلومترمربع مساحت و ۱۰۱ نفر جمعیت دارد و ۲۵۰ متر بالاتر از سطح دریا واقع شده‌است.